# Atletica leggera ai Giochi della XIV Olimpiade
Ai Giochi della XIV Olimpiade di Londra nel 1948 vennero assegnati 33 titoli in gare di atletica leggera, di cui 24 maschili e 9 femminili.
- Durata del programma: dal 30 luglio al 7 agosto. Il programma è allungato di un giorno (da 8 a 9) perché la domenica non si gareggia.
- Nazioni partecipanti: 53[1]
- Atleti partecipanti: 746, di cui 602 uomini e 144 donne[1]
- Sede delle gare: Stadio di Wembley a Londra.
- Programma maschile: è ripristinata la gara di marcia su pista (10000 metri). Si terrà anche nel 1952, poi verrà soppressa.
- Programma femminile: vengono introdotti 200 metri piani, salto in lungo e getto del peso. Prossimo ampliamento: 1960.
- Nell'atletica maschile: 10 nuovi record olimpici, nessun record mondiale.
- Nell'atletica femminile: 6 nuovi record olimpici, nessun record mondiale.

## Partecipazione
Germania e Giappone, Paesi aggressori nella seconda guerra mondiale, non sono invitate ai Giochi.
A Londra sono presenti 53 nazioni, il numero più alto raggiunto finora:
| Paese             | Atleti |
| ----------------- | ------ |
| Argentina         | 24     |
| Australia         | 18     |
| Austria           | 15     |
| Belgio            | 18     |
| Bermuda           | 6      |
| Birmania          |        |
| Brasile           | 12     |
| Canada            | 27     |
| Cecoslovacchia    | 11     |
| Ceylon            |        |
| Cile              | 15     |
| Cina              |        |
| Corea del Sud     | 9      |
| Cuba              |        |
| Danimarca         | 16     |
| Egitto            |        |
| Filippine         |        |
| Finlandia         | 36     |
| Francia           | 65     |
| Giamaica          | 10     |
| Gran Bretagna     | 79     |
| Grecia            | 11     |
| Guyana            |        |
| India             | 8      |
| Iraq              |        |
| Irlanda           | 10     |
| Islanda           | 11     |
| Italia            | 25     |
| Jugoslavia        | 15     |
| Liechtenstein     |        |
| Lussemburgo       | 6      |
| Malta             |        |
| Messico           |        |
| Norvegia          | 20     |
| Nuova Zelanda     |        |
| Paesi Bassi       | 22     |
| Pakistan          |        |
| Panama            |        |
| Perù              | 9      |
| Polonia           | 7      |
| Portogallo        |        |
| Porto Rico        |        |
| Singapore         |        |
| Spagna            | 7      |
| Stati Uniti       | 76     |
| Sudafrica         | 6      |
| Svezia            | 50     |
| Svizzera          | 20     |
| Trinidad e Tobago |        |
| Turchia           | 13     |
| Ungheria          | 12     |
| Uruguay           |        |

È la prima partecipazione assoluta nell'atletica leggera per:
- 3 stati sovrani: Iraq, Panamà e Uruguay,
- 4 Dominions britannici: Bermuda, Guyana, Singapore e Trinidad & Tobago,
- Porto Rico (stato associato agli Stati Uniti).

Estonia e Lettonia sono state inglobate nell'Unione Sovietica (anche la Lituania, che ha partecipato ai Giochi una sola volta nel 1928).

Tra gli stati nati dopo la seconda guerra mondiale è la prima presenza nell'atletica leggera per Birmania, Corea del Sud, Pakistan e Sri Lanka.

Ritornano Cuba, Spagna e Turchia, la cui ultima partecipazione risaliva ad Amsterdam 1928.

L'Irlanda è stata reintegrata tra le federazioni riconosciute dall'IAAF.

Rinunciano invece Afghanistan, Bulgaria e Romania.
Ceylon, presente con soli tre atleti, conquista una medaglia d'argento.

Panamà, con un solo atleta iscritto (su 100 e 200 metri), conquista due medaglie di bronzo.

## Il punto tecnico
L'IAAF autorizza finalmente l'utilizzo dei blocchi di partenza per le gare di velocità, inventati nell'ormai lontano 1927.
Quanto alla tecnologia, il sistema di fotofinish, già usato fin dai Giochi di Los Angeles, viene ulteriormente perfezionato con l'introduzione di cellule fotoelettriche, anche se il suo uso è limitato a stabilire il corretto ordine d'arrivo.
La nuova macchina, chiamata Photosprint, permette di registrare immagini continue a una velocità modulabile a seconda delle specialità. Per l'atletica leggera è la soluzione che permette di risolvere i dubbi sull'ordine d'arrivo. Con il Photosprint, inoltre, per la prima volta la pistola dello starter viene collegata ad una macchina. Ciò significa che Photosprint si avvia al momento dello sparo.
Il sistema, che a Londra viene soprannominato Magic Eye («Occhio magico»), fornisce anche i tempi al centesimo, ma la giuria decide di arrotondare le prestazioni al decimo di secondo, non essendo l'IAAF ancora interessata a questa possibilità. I giudici, infatti, continuano a fidarsi dei loro occhi; i dati prodotti dalla macchina vengono usati solamente quando i giudici posti sulla linea d'arrivo non trovano un accordo nel classificare gli atleti. 

Sono ufficializzati solo i tempi dei primi tre classificati. Gli altri sono stimati: un passo indietro rispetto all'ultima edizione dei Giochi.

## Medagliere
| Posizione | Paese          | Oro | Argento | Bronzo | Totale |
| --------- | -------------- | --- | ------- | ------ | ------ |
| 1         | Stati Uniti    | 12  | 5       | 10     | 27     |
| 2         | Svezia         | 5   | 3       | 5      | 13     |
| 3         | Paesi Bassi    | 4   | 0       | 2      | 6      |
| 4         | Francia        | 2   | 3       | 3      | 8      |
| 5         | Ungheria       | 2   | 0       | 1      | 3      |
| 6         | Australia      | 1   | 3       | 2      | 6      |
| 7         | Italia         | 1   | 3       | 1      | 5      |
| 8         | Finlandia      | 1   | 2       | 0      | 3      |
| 8         | Giamaica       | 1   | 2       | 0      | 3      |
| 10        | Argentina      | 1   | 1       | 0      | 2      |
| 10        | Cecoslovacchia | 1   | 1       | 0      | 2      |
| 12        | Austria        | 1   | 0       | 1      | 2      |
| 12        | Belgio         | 1   | 0       | 1      | 2      |
| 14        | Gran Bretagna  | 0   | 6       | 1      | 7      |
| 15        | Svizzera       | 0   | 1       | 1      | 2      |
| 16        | Norvegia       | 0   | 1       | 0      | 1      |
| 16        | Ceylon         | 0   | 1       | 0      | 1      |
| 16        | Jugoslavia     | 0   | 1       | 0      | 1      |
| 19        | Panama         | 0   | 0       | 2      | 2      |
| 20        | Canada         | 0   | 0       | 1      | 1      |
| 20        | Danimarca      | 0   | 0       | 1      | 1      |
| 20        | Turchia        | 0   | 0       | 1      | 1      |
| Totale    | Totale         | 33  | 33      | 33     | 99     |